# 羅馬尼亞駐外機構列表

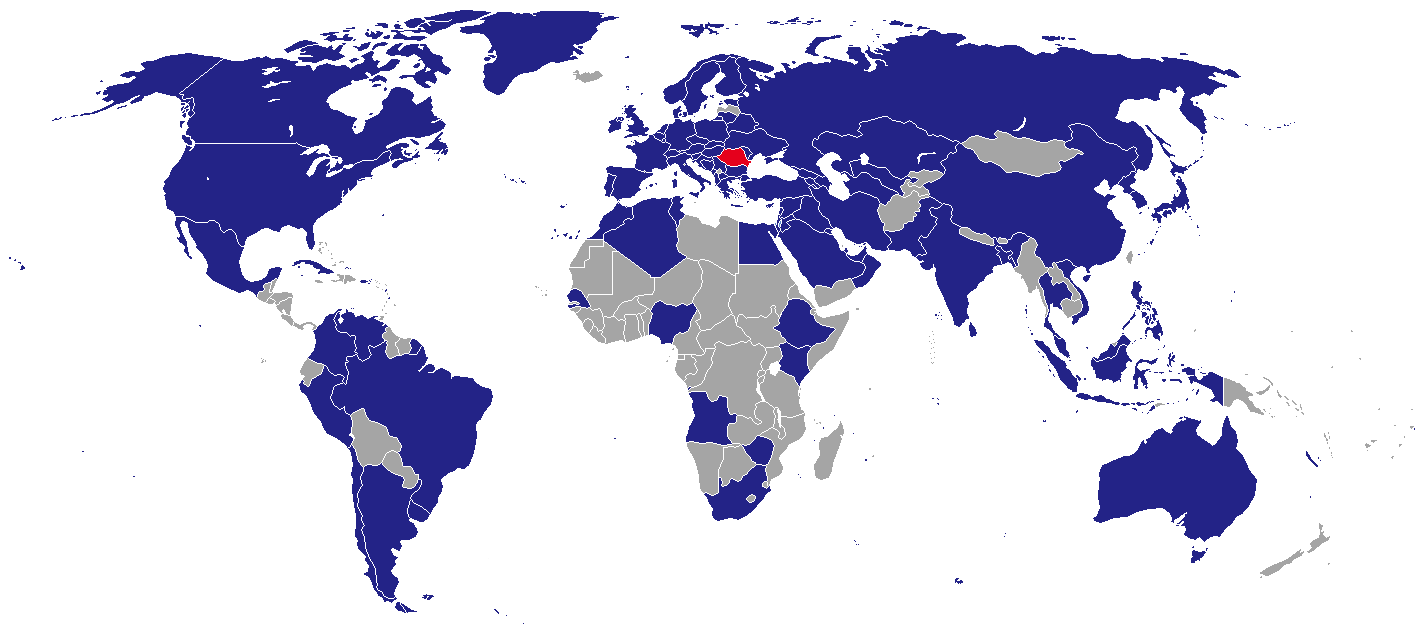
羅馬尼亞駐外機構分佈圖

本列表列出羅馬尼亞駐外機構

## 非洲
- 阿尔及利亚
  - 羅馬尼亞駐阿爾及利亞大使館（阿爾及爾）[1]
- 安哥拉
  - 羅馬尼亞駐安哥拉大使館（羅安達）[1]
- 埃及
  - 羅馬尼亞駐埃及大使館（開羅）[1]
- 衣索比亞
  - 羅馬尼亞駐埃塞俄比亞大使館（亞的斯亞貝巴）[1]
- - 羅馬尼亞駐肯尼亞大使館（內羅畢）[1]
- 利比亞
  - 羅馬尼亞駐利比亞大使館（的黎波里）[1]
- 摩洛哥
  - 羅馬尼亞駐摩洛哥大使館（拉巴特）[1]
- 奈及利亞
  - 羅馬尼亞駐尼日利亞大使館（阿布賈）[1]
- 塞内加尔
  - 羅馬尼亞駐塞內加爾大使館（達喀爾）[1]
- 南非
  - 羅馬尼亞駐南非大使館（比勒陀利亞）[1]
- 苏丹
  - 羅馬尼亞駐蘇丹大使館（喀土穆）[1]
- 突尼西亞
  - 羅馬尼亞駐突尼斯大使館（突尼斯）[1]
- 辛巴威
  - 羅馬尼亞駐津巴布韋大使館（哈拉雷）[1]

## 美洲
- 阿根廷
  - 羅馬尼亞駐阿根廷大使館（布宜諾斯艾利斯）[1]
- 巴西
  - 羅馬尼亞駐巴西大使館（巴西利亞）[1]
- 加拿大
  - 羅馬尼亞駐加拿大使館（渥太華）[1]
- 哥伦比亚
  - 羅馬尼亞駐哥倫比亞大使館（波哥大）[1]
- 智利
  - 羅馬尼亞駐智利大使館（聖地亞哥）[1]
- 古巴
  - 羅馬尼亞駐古巴大使館（哈瓦那）[1]
- 墨西哥
  - 羅馬尼亞駐墨西哥大使館（墨西哥城）[1]
- 秘魯
  - 羅馬尼亞駐秘魯大使館（利馬）[1]
- 美国
  - 羅馬尼亞駐美國大使館（華盛頓特區）[1]
- 乌拉圭
  - 羅馬尼亞駐烏拉圭大使館（蒙得維的亞）[1]
- 委內瑞拉
  - 羅馬尼亞駐委內瑞拉大使館（加拉加斯）[1]

## 亞洲
- 亞美尼亞
  - 羅馬尼亞駐亞美尼亞大使館（埃里溫）[1]
- - 羅馬尼亞駐阿塞拜疆大使館（巴庫）[1]
- 中华人民共和国
  - 羅馬尼亞駐華大使館（北京）[1]
- - 羅馬尼亞駐格魯吉亞大使館（第比利斯）[1]
- 印度
  - 羅馬尼亞駐印度大使館（新德里）[1]
- 印度尼西亞
  - 羅馬尼亞駐印度尼西亞大使館（雅加達）[1]
- 伊朗
  - 羅馬尼亞駐伊朗大使館（德黑蘭）[1]
- 伊拉克
  - 羅馬尼亞駐伊拉克大使館（巴格達）[1]
- 以色列
  - 羅馬尼亞駐以色列大使館（特拉維夫）[1]
- 日本
  - 羅馬尼亞駐日本大使館（東京）[1]
- 约旦
  - 羅馬尼亞駐約旦大使館（安曼）[1]
- - 羅馬尼亞駐哈薩克大使館（阿斯塔納）[1]
- 科威特
  - 羅馬尼亞駐科威特大使館（科威特城）[1]
- 黎巴嫩
  - 羅馬尼亞駐黎巴嫩大使館（貝魯特）[1]
- 马来西亚
  - 羅馬尼亞駐馬來西亞大使館（吉隆坡）[1]
- 阿曼
  - 羅馬尼亞駐阿曼大使館（馬斯喀特）[1]
- 巴基斯坦
  - 羅馬尼亞駐巴基斯坦大使館（伊斯蘭堡）[1]
- 菲律賓
  - 羅馬尼亞駐菲律賓大使館（馬尼拉）[1]
- - 羅馬尼亞駐卡塔爾大使館（多哈）[1]
- 沙烏地阿拉伯
  - 羅馬尼亞駐沙特阿拉伯大使館（利雅得）[1]
- 新加坡
  - 羅馬尼亞駐新加坡大使館[1]
- - 羅馬尼亞駐大韓民國大使館（首爾）[1]
- 斯里蘭卡
  - 羅馬尼亞駐斯里蘭卡大使館（科倫坡）[1]
- 叙利亚
  - 羅馬尼亞駐敘利亞大使館（大馬士革）[1]
- 泰國
  - 羅馬尼亞駐泰國大使館（曼谷）[1]
- 土耳其
  - 羅馬尼亞駐土耳其大使館（安卡拉）[1]
- - 羅馬尼亞駐土庫曼大使館（阿什哈巴德）[1]
- 阿联酋
  - 羅馬尼亞駐阿拉伯聯合酋長國大使館（阿布扎比）[1]
- - 羅馬尼亞駐烏茲別克大使館（塔什干）[1]
- 越南
  - 羅馬尼亞駐越南大使館（河內）[1]

## 歐洲
- 阿尔巴尼亚
  - 羅馬尼亞駐阿爾巴尼亞大使館（地拉那）[1]
- 奥地利
  - 羅馬尼亞駐奧地利大使館（維也納）[1]
- 白俄羅斯
  - 羅馬尼亞駐白俄羅斯大使館（明斯克）[1]
- 比利时
  - 羅馬尼亞駐比利時大使館（布魯塞爾）[1]
- 保加利亚
  - 羅馬尼亞駐保加利亞大使館（索菲亞）[1]
- - 羅馬尼亞駐克羅地亞大使館（薩格勒布）[1]
- 賽普勒斯
  - 羅馬尼亞駐塞浦路斯大使館（尼科西亞）[1]
- 捷克
  - 羅馬尼亞駐捷克大使館（布拉格）[1]
- 丹麦
  - 羅馬尼亞駐丹麥大使館（哥本哈根）[1]
- 爱沙尼亚
  - 羅馬尼亞駐愛沙尼亞大使館（塔林）[1]
- 芬兰
  - 羅馬尼亞駐芬蘭大使館（赫爾辛基）[1]
- 法國
  - 羅馬尼亞駐法國大使館（巴黎）[1]
- 德国
  - 羅馬尼亞駐德國大使館（柏林）[1]
- 希腊
  - 羅馬尼亞駐希臘大使館（雅典）[1]
- 匈牙利
  - 羅馬尼亞駐匈牙利大使館（布達佩斯）[1]
- 爱尔兰
  - 羅馬尼亞駐愛爾蘭大使館（都柏林）[1]
- 義大利
  - 羅馬尼亞駐意大利大使館（羅馬）[1]
- 立陶宛
  - 羅馬尼亞駐立陶宛大使館（維爾紐斯）[1]
- 摩尔多瓦
  - 羅馬尼亞駐摩爾多瓦大使館（基希訥烏）[1]
- 荷蘭
  - 羅馬尼亞駐荷蘭大使館（海牙）[1]
- 北馬其頓
  - 羅馬尼亞駐北馬其頓大使館（斯科普里）[1]
- 挪威
  - 羅馬尼亞駐挪威大使館（奧斯陸）[1]
- 波蘭
  - 羅馬尼亞駐波蘭大使館（華沙）[1]
- 葡萄牙
  - 羅馬尼亞駐葡萄牙大使館（里斯本）[1]
- 俄羅斯
  - 羅馬尼亞駐俄羅斯大使館（莫斯科）[1]
- 塞爾維亞
  - 羅馬尼亞駐塞爾維亞大使館（貝爾格萊德）[1]
- 斯洛伐克
  - 羅馬尼亞駐斯洛伐克大使館（布拉迪斯拉發）[1]
- 斯洛維尼亞
  - 羅馬尼亞駐斯洛文尼亞大使館（盧布爾雅那）[1]
- 西班牙
  - 羅馬尼亞駐西班牙大使館（馬德里）[1]
- 瑞典
  - 羅馬尼亞駐瑞典大使館（斯德哥爾摩）[1]
- 瑞士
  - 羅馬尼亞駐瑞士大使館（伯爾尼）[1]
- 乌克兰
  - 羅馬尼亞駐烏克蘭大使館（基輔）[1]
- 英国
  - 羅馬尼亞駐英國大使館（倫敦）[1]

## 大洋洲
- - 羅馬尼亞駐澳洲大使館（坎培拉）[1]

## 國際組織
- 联合国
  - 羅馬尼亞常駐聯合國代表團（紐約）[1]
  - 羅馬尼亞常駐聯合國日內瓦辦事處[1]